# Laneuvelotte
Laneuvelotte est une commune française située dans le département de Meurthe-et-Moselle, en région Grand Est.

## Géographie

### Localisation
Laneuvelotte est une commune de Meurthe-et-Moselle dans la région de la Lorraine. Laneuvelotte est un petit village, situé juste à la sortie de l'agglomération nancéienne en direction de Château-Salins (ancienne N 74). Bien que rural, le village est franchement tourné vers la grande ville voisine, il n'est en effet  situé qu'à 9 km de la place Stanislas, ce qui en fait le village le plus proche du centre de Nancy, d'où son attractivité pour tous les néorurbains.
Les communes limitrophes sont  Amance, Cerville, Champenoux, Laître-sous-Amance, Pulnoy, Seichamps et Velaine-sous-Amance.

### Hydrographie
La commune est dans le bassin versant du Rhin au sein du bassin Rhin-Meuse. Elle est drainée par l'Amezule, le ruisseau de l'Étang de la Bouzule et le ruisseau de Voirincourt,.
L'Amezule, d'une longueur de 19 km, prend sa source dans la commune de Erbéviller-sur-Amezule et se jette  dans la Meurthe à Champigneulles, après avoir traversé douze communes. 

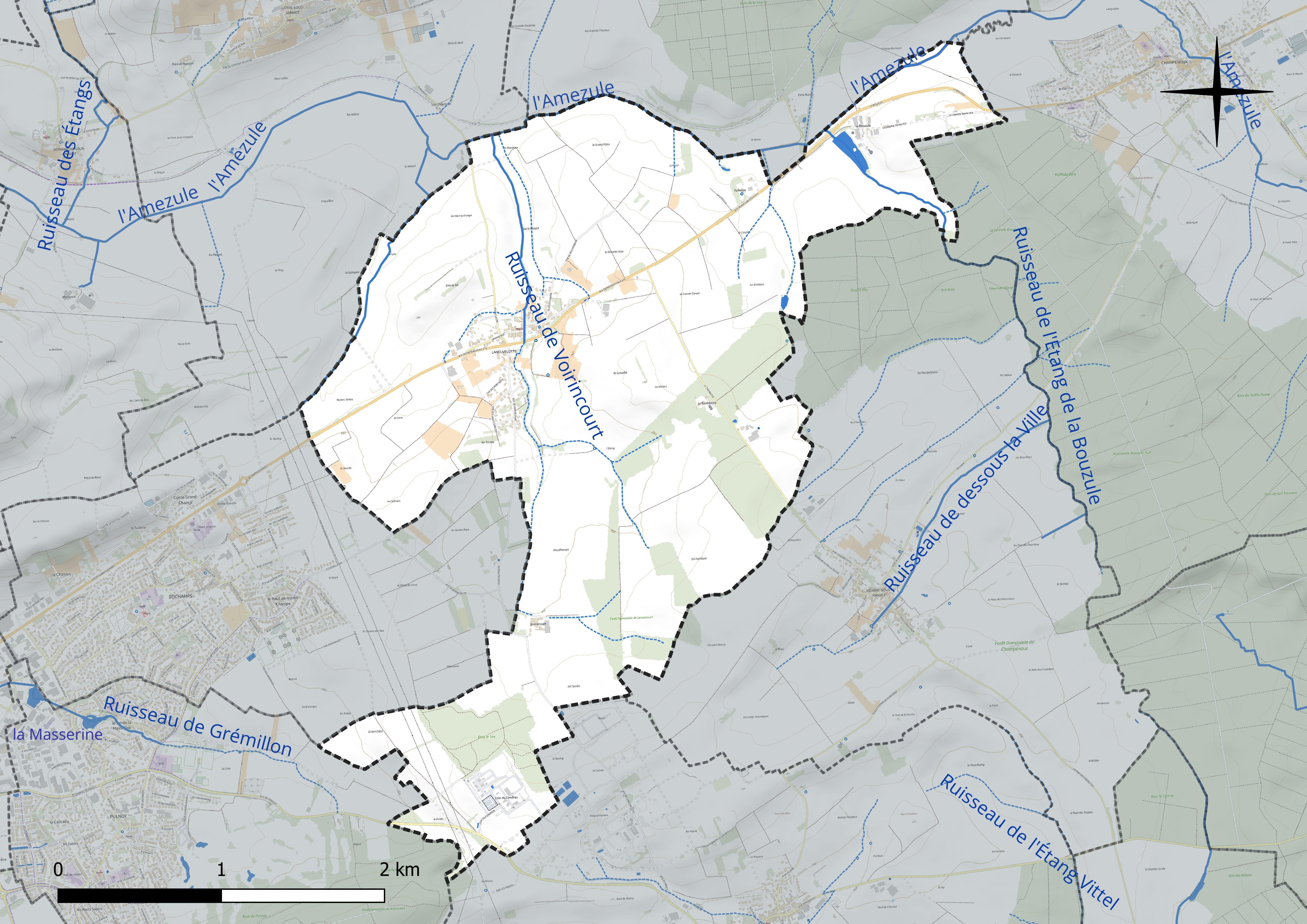
Réseau hydrographique de Laneuvelotte.

### Climat
Pour des articles plus généraux, voir Climat du Grand Est et Climat de Meurthe-et-Moselle.
En 2010, le climat de la commune est de type climat océanique dégradé des plaines du Centre et du Nord, selon une étude du Centre national de la recherche scientifique s'appuyant sur une série de données couvrant la période 1971-2000. En 2020, Météo-France publie une typologie des climats de la France métropolitaine dans laquelle la commune est exposée à un climat semi-continental et est dans la région climatique  Lorraine, plateau de Langres, Morvan, caractérisée par un hiver rude (1,5 °C), des vents modérés et des brouillards fréquents en automne et hiver. 
Pour la période 1971-2000, la température annuelle moyenne est de 9,7 °C, avec une amplitude thermique annuelle de 17 °C. Le cumul annuel moyen de précipitations est de 771 mm, avec 11,2 jours de précipitations en janvier et 9,5 jours en juillet. Pour la période 1991-2020, la température moyenne annuelle observée sur la station météorologique de Météo-France la plus proche, « Nancy-Essey », sur la commune de Tomblaine à 8 km à vol d'oiseau, est de 11,0 °C et le cumul annuel moyen de précipitations est de 746,3 mm. 
La température maximale relevée sur cette station est de 40,1 °C, atteinte le 24 juillet 2019 ; la température minimale est de −24,8 °C, atteinte le 21 février 1956,,. 
Les paramètres climatiques de la commune ont été estimés pour le milieu du siècle (2041-2070) selon différents scénarios d'émission de gaz à effet de serre à partir des nouvelles projections climatiques de référence DRIAS-2020. Ils sont consultables sur un site dédié publié par Météo-France en novembre 2022.

## Urbanisme

### Typologie
Au 1er janvier 2024, Laneuvelotte est catégorisée commune rurale à habitat dispersé, selon la nouvelle grille communale de densité à sept niveaux définie par l'Insee en 2022.
Elle est située hors unité urbaine. Par ailleurs la commune fait partie de l'aire d'attraction de Nancy, dont elle est une commune de la couronne,. Cette aire, qui regroupe 353 communes, est catégorisée dans les aires de 200 000 à moins de 700 000 habitants,.

### Occupation des sols
L'occupation des sols de la commune, telle qu'elle ressort de la base de données européenne d’occupation biophysique des sols Corine Land Cover (CLC), est marquée par l'importance des territoires agricoles (80,5 % en 2018), en diminution par rapport à 1990 (83,9 %). La répartition détaillée en 2018 est la suivante : terres arables (46,7 %), prairies (33,8 %), forêts (12,1 %), zones urbanisées (4,4 %), zones industrielles ou commerciales et réseaux de communication (2,9 %). L'évolution de l’occupation des sols de la commune et de ses infrastructures peut être observée sur les différentes représentations cartographiques du territoire : la carte de Cassini (XVIIIe siècle), la carte d'état-major (1820-1866) et les cartes ou photos aériennes de l'IGN pour la période actuelle (1950 à aujourd'hui).

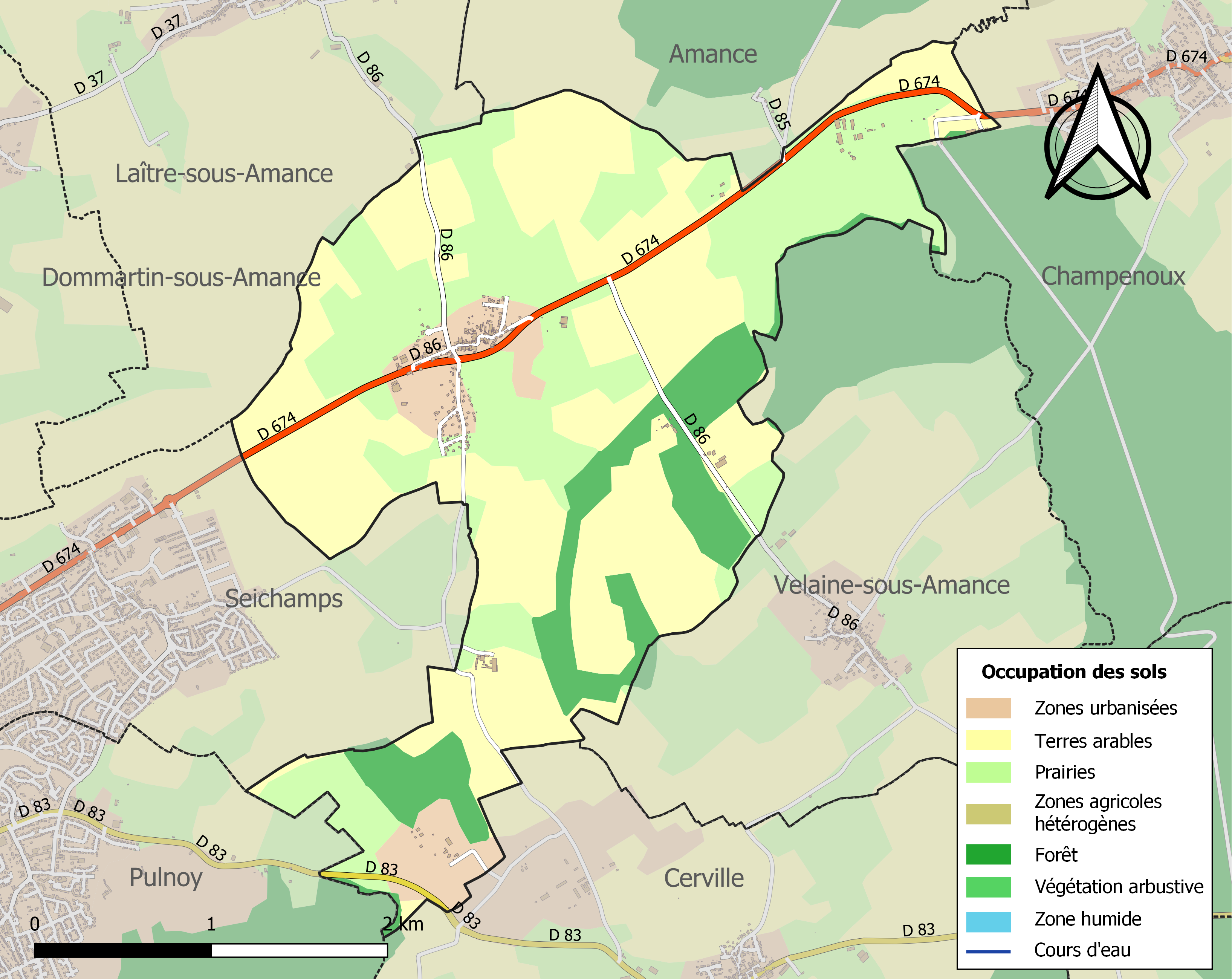
Carte des infrastructures et de l'occupation des sols de la commune en 2018 (CLC).

### Lieux-dits, hameaux et écarts
Le territoire comprend trois écarts ruraux. Il s'agit de la ferme de la Bouzule, de Voirincourt et du Tremblois.

## Toponymie
Anciennes graphies : nodulfum in pago Calvomontense en 770, La NeufVillette près de l'Aître en 1449, La Neufvevillette desoubz  Amance en 1476, La Neuflotte en 1524, Neuflotte en 1615.
De l'adjectif féminin oïl neuve, neu « neuve » et villette « petite maison des champs ».

## Histoire
La construction en 2003 de la station de compression de gaz de France au lieu-dit Lle Coin du Cendrier a permis de découvrir une importante nécropole gallo-romaine à incinération datant de la fin de l'âge du fer et de l'antiquité tardive (Ier siècle av. J.-C. jusqu'au Ve siècle). D'une surface de 6 500 mètres carrés, elle a fait l'objet de fouilles de sauvegarde par l'INRAP  qui ont mis au jour 150 tombes à incinération de la tribu des Leuques et une trentaine de squelettes non incinérés plus tardifs.
Le 21 janvier 1476, René II duc de Lorraine octroie des lettres patentes d'affranchissement à un habitant du village : Jehan Huyn. Il le remercie pour les grands services qu'il lui a rendus le premier janvier de la même année en pénétrant dans Nancy assiégée par les Bourguignons pour remettre des lettres du duc à ses hommes.
Autrefois, Laneuvelotte était une annexe de Laître-sous-Amance mais les difficultés de communication causées par les distances et les fréquentes crues de l’Amezule motivèrent la création d'une cure indépendante en 1606.
Une école est fondée à Laneuvelotte en 1620.

Sous l'Ancien Régime, le village dépendait du duché de Lorraine. Un usage religieux particulier était observé dans cette commune et dans quelques autres du voisinage : le jour de Pâques, à trois heures du matin, un grand nombre de fidèles se réunissaient dans l’église, au son des cloches, pour y chanter les louanges de Dieu : cette cérémonie s’appelle la Résurrection.

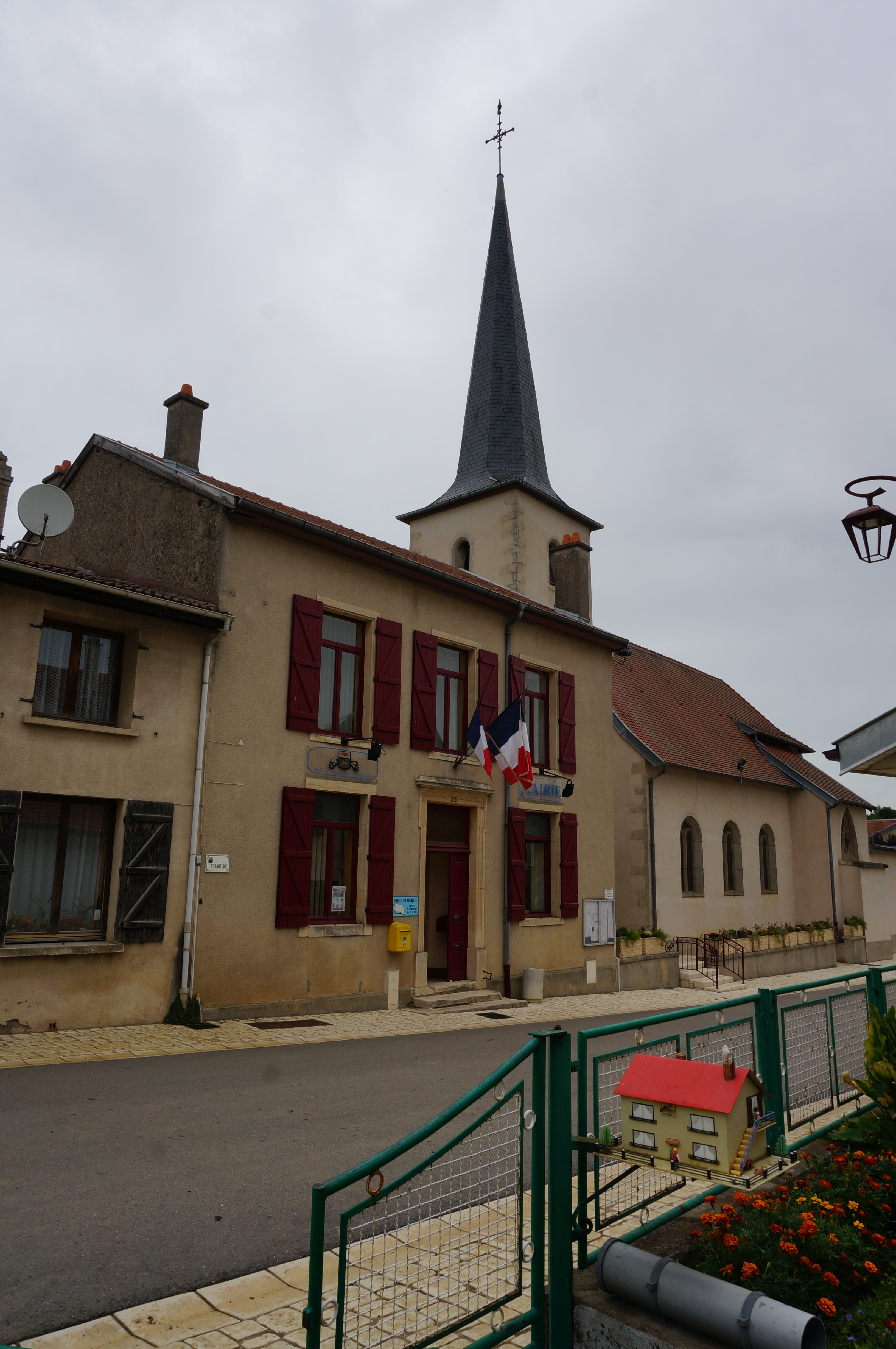
La mairie et l'église.

## Politique et administration
Sous l'Ancien Régime, Laneuvelotte était un fief relevant de la prévôté et châtellenie d’Amance et du bailliage de Nancy, en 1751 elle était administrée, selon la coutume de Lorraine, par la généralité de Nancy. En 1790, elle fait partie du canton de Champenoux et du district de Nancy.
| Période                                  | Période                   | Identité                            | Étiquette    | Qualité                     |
| ---------------------------------------- | ------------------------- | ----------------------------------- | ------------ | --------------------------- |
| Les données manquantes sont à compléter. |                           |                                     |              |                             |
| maire en 1887                            | ?                         | Comte Henri de Bizemont (1839-1899) | Conservateur | Ancien capitaine de frégate |
| 1946                                     | ?                         | Gérard de Miscault (1907-1983)      | UNR          | Ingénieur agricole          |
| 1983                                     | juin 1995                 | Jean Genay                          |              |                             |
| 1995                                     | 2020                      | Gilbert Visine                      | CPNT         |                             |
| 2020                                     | En cours (au 30 mai 2020) | Nicolas L'HUILLIER                  |              |                             |

## Population et société

### Démographie
L'évolution du nombre d'habitants est connue à travers les recensements de la population effectués dans la commune depuis 1793. Pour les communes de moins de 10 000 habitants, une enquête de recensement portant sur toute la population est réalisée tous les cinq ans, les populations de référence des années intermédiaires étant quant à elles estimées par interpolation ou extrapolation. Pour la commune, le premier recensement exhaustif entrant dans le cadre du nouveau dispositif a été réalisé en 2005.

En 2022, la commune comptait 431 habitants, en évolution de −2,49 % par rapport à 2016 (Meurthe-et-Moselle : −0,13 %, France hors Mayotte : +2,11 %).
| 1793 | 1800 | 1806 | 1821 | 1831 | 1836 | 1841 | 1846 | 1851 |
| ---- | ---- | ---- | ---- | ---- | ---- | ---- | ---- | ---- |
| 217  | 232  | 244  | 224  | 251  | 243  | 222  | 261  | 244  |

| 1856 | 1861 | 1872 | 1876 | 1881 | 1886 | 1891 | 1896 | 1901 |
| ---- | ---- | ---- | ---- | ---- | ---- | ---- | ---- | ---- |
| 240  | 235  | 252  | 254  | 237  | 252  | 242  | 230  | 211  |

| 1906 | 1911 | 1921 | 1926 | 1931 | 1936 | 1946 | 1954 | 1962 |
| ---- | ---- | ---- | ---- | ---- | ---- | ---- | ---- | ---- |
| 208  | 210  | 190  | 196  | 198  | 180  | 175  | 205  | 201  |

| 1968 | 1975 | 1982 | 1990 | 1999 | 2005 | 2006 | 2010 | 2015 |
| ---- | ---- | ---- | ---- | ---- | ---- | ---- | ---- | ---- |
| 200  | 203  | 206  | 264  | 343  | 391  | 398  | 408  | 438  |

| 2020 | 2022 | - | - | - | - | - | - | - |
| ---- | ---- | - | - | - | - | - | - | - |
| 432  | 431  | - | - | - | - | - | - | - |

Les habitants de Laneuvelotte s'appellent les Sans-Culotte... Un gentilé  aussi saugrenu et inattendu mérite une petite explication. Il semblerait qu'un régiment de soldats de l'armée révolutionnaire (les ci-devants "Sans-Culotte") ait été basé à Laneuvelotte en cette période particulièrement troublée. Très prompts à mettre en pratique les recommandations de leurs dirigeants quant à la liberté de pensée et à la chasse à l'obscurantisme religieux, ils n'avaient de cesse de commettre toutes exactions et pillages à l'encontre du clergé et des biens de l’Église. C'est ainsi qu'ils ne manquaient pas d'incendier les églises dès que l'une d'elles se trouvait sur leur chemin. Voyant une fumée s'élever  là où se trouvait un bâtiment religieux, les habitants des environs avaient tôt fait d'y reconnaître l'œuvre des "Sans-Culotte de Laneuvelotte". Et le nom est resté aux habitants du village, plus de 200 ans plus tard. Bien sûr, cette "légende" transmise oralement à travers les âges ne prétend pas au titre de vérité dogmatique inébranlable. Mais avouez que l'anecdote est plaisante. Et faute de gentilé officiel, il faut bien nous dénommer... d'une manière ou d'une autre.

## Culture locale et patrimoine

### Lieux et monuments

#### Édifice civils
Laneuvelotte est un village-rue typique de la Lorraine, qui possède trois hameaux, et qui se développe fortement aujourd'hui du fait de sa proximité avec l'agglomération nancéienne.
Laneuvelotte a la particularité de posséder trois châteaux : la ferme Arnould, au centre du village, le château du Tremblois et le château de Voirincourt. Le premier fut érigé au XVIe siècle. Converti en ferme, ses tours furent abaissés et coiffées d'un toit et les fossés furent utilisés comme jardin. Les bâtiments furent finalement démolis en 1850 et ne subsiste que le portail. Voirincourt et le Tremblois datent eux de la seconde moitié du XIXe siècle.

#### Édifice religieux
L’église, placée sous le patronage de Notre Dame, a été construite en 1587. Elle a été bénite par évêque de Toul : Christophe de la Vallée,  et consacrée en 1626. Par deux fois elle a été incendiée mais a résisté aux flammes:
- pendant la Révolution française, d'où sans doute le nom de Sans-Culottes.
- à la suite de la guerre de 39-45, dans leur retraite vers l'Allemagne, les Allemands ont incendié l'église, mais là encore le feu n'a pas pris et l'église est toujours debout.

Autres monuments : le lavoir (sur la route de Voirincourt), le ruisseau enterré (le Voirincourt), des calvaires et quelques maisons séculaires.

#### La Bouzule
Cette cense se trouve à deux kilomètres à l'est de Laneuvelotte. Elle appartenait autrefois aux hospitaliers de l'Ordre de Malte, qui y avaient fait édifier une chapelle dédiée à saint Jean-Baptiste. Elle a été détruite avant la Révolution française.
On y trouve aujourd'hui une ferme expérimentale de l'ENSAIA.

### Personnalités liées à la commune
- Marguerite-Yerta Méléra (1880-1965), journaliste, traductrice et écrivain d'origine suisse y est inhumée avec son mari tué à la fin de la Première Guerre mondiale.
- César Méléra (1884-1918), officier de marine et écrivain tué à Champenoux le 25 octobre 1918 est inhumé à Laneuvelotte. Son nom est inscrit au Panthéon parmi les 560 écrivains morts au combat pendant la Première Guerre mondiale.
- Jean-Marie Cuny (né en 1942), réside au Tremblois où il exerce ses activités de libraire et d'auteur régionaliste. Il est l'animateur de La Nouvelle Revue Lorraine.

### Héraldique, logotype et devise
| Blason de Laneuvelotte | Blason  | D'azur semé de croisettes recroisetées au pied fiché d'or à un lion de même armé, lampassé et couronné de gueules portant un cœur de même sur l'épaule senestre; au chef d'hermine chargé d'un lambel à trois pendants de gueules. |
| Blason de Laneuvelotte | Détails | Le statut officiel du blason reste à déterminer. |